# Paraná, Argentina
Paraná là một thành phố thuộc tỉnh Entre Ríos của Argentina. Dân số thành phố năm 2009 là 268.000 người, là thành phố lớn thứ 17 của quốc gia này. Thành phố tọa lạc bên bờ phía đông của sông Paraná, đối diện với thành phố Santa Fe, thủ phủ của tỉnh láng giềng ở Santa Fe. Thành phố có dân số 237,968 (2001 điều tra dân số 2001).
Paraná có một cảng sông quan trọng để chuyển tải các loại ngũ cốc, gia súc, cá, và gỗ từ các khu vực xung quanh. Các ngành công nghiệp chính là sản xuất xi măng, đồ gỗ và gốm sứ. Trung tâm của thành phố tập hợp các nhà thờ thuộc địa, phong cách châu Âu Chẳng hạn như nhà hát hoặc tòa nhà chính quyền.
Thành phố được kết nối với thành phố Santa Fe ở phía bên kia của Entre Rios bởi đường hầm Hernandarias khánh thành vào năm 1969. Sân bay General Justo José de Urquiza có cự ly 7,5 km từ thành phố, phục vụ các tuyến bay thường xuyên đến Buenos Aires.

## Khí hậu
| Dữ liệu khí hậu của Paraná, Entre Ríos (1961–1990)    | Dữ liệu khí hậu của Paraná, Entre Ríos (1961–1990) | Dữ liệu khí hậu của Paraná, Entre Ríos (1961–1990) | Dữ liệu khí hậu của Paraná, Entre Ríos (1961–1990) | Dữ liệu khí hậu của Paraná, Entre Ríos (1961–1990) | Dữ liệu khí hậu của Paraná, Entre Ríos (1961–1990) | Dữ liệu khí hậu của Paraná, Entre Ríos (1961–1990) | Dữ liệu khí hậu của Paraná, Entre Ríos (1961–1990) | Dữ liệu khí hậu của Paraná, Entre Ríos (1961–1990) | Dữ liệu khí hậu của Paraná, Entre Ríos (1961–1990) | Dữ liệu khí hậu của Paraná, Entre Ríos (1961–1990) | Dữ liệu khí hậu của Paraná, Entre Ríos (1961–1990) | Dữ liệu khí hậu của Paraná, Entre Ríos (1961–1990) | Dữ liệu khí hậu của Paraná, Entre Ríos (1961–1990) |
| Tháng                                                 | 1                                                  | 2                                                  | 3                                                  | 4                                                  | 5                                                  | 6                                                  | 7                                                  | 8                                                  | 9                                                  | 10                                                 | 11                                                 | 12                                                 | Năm                                                |
| ----------------------------------------------------- | -------------------------------------------------- | -------------------------------------------------- | -------------------------------------------------- | -------------------------------------------------- | -------------------------------------------------- | -------------------------------------------------- | -------------------------------------------------- | -------------------------------------------------- | -------------------------------------------------- | -------------------------------------------------- | -------------------------------------------------- | -------------------------------------------------- | -------------------------------------------------- |
| Cao kỉ lục °C (°F)                                    | 40.0 (104.0)                                       | 39.7 (103.5)                                       | 36.0 (96.8)                                        | 33.1 (91.6)                                        | 31.6 (88.9)                                        | 28.2 (82.8)                                        | 30.8 (87.4)                                        | 33.2 (91.8)                                        | 33.5 (92.3)                                        | 36.6 (97.9)                                        | 35.9 (96.6)                                        | 39.7 (103.5)                                       | 40.0 (104.0)                                       |
| Trung bình ngày tối đa °C (°F)                        | 31.3 (88.3)                                        | 30.1 (86.2)                                        | 27.5 (81.5)                                        | 23.8 (74.8)                                        | 20.7 (69.3)                                        | 17.1 (62.8)                                        | 17.2 (63.0)                                        | 19.0 (66.2)                                        | 21.1 (70.0)                                        | 24.2 (75.6)                                        | 27.1 (80.8)                                        | 29.8 (85.6)                                        | 24.1 (75.4)                                        |
| Trung bình ngày °C (°F)                               | 25.0 (77.0)                                        | 23.8 (74.8)                                        | 21.4 (70.5)                                        | 17.7 (63.9)                                        | 14.8 (58.6)                                        | 11.6 (52.9)                                        | 11.5 (52.7)                                        | 12.6 (54.7)                                        | 14.8 (58.6)                                        | 18.0 (64.4)                                        | 20.9 (69.6)                                        | 23.5 (74.3)                                        | 18.0 (64.4)                                        |
| Tối thiểu trung bình ngày °C (°F)                     | 18.6 (65.5)                                        | 17.8 (64.0)                                        | 16.1 (61.0)                                        | 12.7 (54.9)                                        | 9.9 (49.8)                                         | 7.1 (44.8)                                         | 6.8 (44.2)                                         | 7.3 (45.1)                                         | 8.9 (48.0)                                         | 12.0 (53.6)                                        | 14.6 (58.3)                                        | 17.1 (62.8)                                        | 12.4 (54.3)                                        |
| Thấp kỉ lục °C (°F)                                   | 7.5 (45.5)                                         | 6.9 (44.4)                                         | 4.3 (39.7)                                         | 2.5 (36.5)                                         | −2.4 (27.7)                                        | −6.2 (20.8)                                        | −7.0 (19.4)                                        | −5.3 (22.5)                                        | −3.9 (25.0)                                        | 0.0 (32.0)                                         | 2.3 (36.1)                                         | 4.0 (39.2)                                         | −7.0 (19.4)                                        |
| Lượng Giáng thủy trung bình mm (inches)               | 126.3 (4.97)                                       | 127.0 (5.00)                                       | 155.9 (6.14)                                       | 101.6 (4.00)                                       | 51.6 (2.03)                                        | 34.0 (1.34)                                        | 33.6 (1.32)                                        | 35.6 (1.40)                                        | 69.1 (2.72)                                        | 106.4 (4.19)                                       | 115.1 (4.53)                                       | 112.9 (4.44)                                       | 1.069,1 (42.09)                                    |
| Số ngày giáng thủy trung bình (≥ 0.1 mm)              | 9                                                  | 8                                                  | 9                                                  | 7                                                  | 6                                                  | 5                                                  | 6                                                  | 5                                                  | 6                                                  | 9                                                  | 8                                                  | 9                                                  | 87                                                 |
| Độ ẩm tương đối trung bình (%)                        | 65                                                 | 70                                                 | 75                                                 | 78                                                 | 80                                                 | 80                                                 | 79                                                 | 74                                                 | 71                                                 | 70                                                 | 68                                                 | 65                                                 | 73                                                 |
| Số giờ nắng trung bình tháng                          | 291.4                                              | 249.2                                              | 238.7                                              | 213.0                                              | 189.1                                              | 156.0                                              | 170.5                                              | 201.5                                              | 207.0                                              | 251.1                                              | 273.0                                              | 272.8                                              | 2.713,3                                            |
| Phần trăm nắng có thể                                 | 67                                                 | 67                                                 | 62                                                 | 63                                                 | 58                                                 | 51                                                 | 53                                                 | 59                                                 | 58                                                 | 62                                                 | 66                                                 | 62                                                 | 61                                                 |
| Nguồn 1: NOAA                                         |                                                    |                                                    |                                                    |                                                    |                                                    |                                                    |                                                    |                                                    |                                                    |                                                    |                                                    |                                                    |                                                    |
| Nguồn 2: Servicio Meteorológico Nacional (ngày giáng) |                                                    |                                                    |                                                    |                                                    |                                                    |                                                    |                                                    |                                                    |                                                    |                                                    |                                                    |                                                    |                                                    |